# Petrolândia (Santa Catarina)
Petrolândia es un municipio brasileño del estado de Santa Catarina. Tiene una población estimada al 2022 de 6 716 habitantes. Forma parte de la Región metropolitana del Alto Valle de Itajaí.

## Toponimia
El nombre Petrolândia tiene su origen en el hecho de que en la época de la creación del municipio estaba situada cerca Petrobras, con equipos de investigación petrolera, y se realizaron tres perforaciones. 

## Historia
Inicialmente llamada Alto Perimbó, la zona donde se ubica Petrolândia, a lo largo del río Perimbó, fue inicialmente habitada por indígenas. En tupí-guaraní, Perimbó significa “agujero”.
Fue colonizada por habitantes de Rio Grande do Sul y Santa Catarina provenientes del Planalto Serrano y, en 1915, por familias de origen alemán provenientes del sur del estado.
Se formó como distrito de Bom Retiro en 1934 y luego, con la emancipación de Ituporanga pasó a ser distrito de este nuevo municipio con el nombre de Perimbó. Se emancipó en 1962.